# Штадион ан дер Хафенштрасе
«Штадион ан дер Хафенштрасе» (нем. Stadion an der Hafenstraße), до 2022 года носил название «Эссен» (нем. Stadion Essen) — футбольный стадион, расположенный в городе Эссен, Германия. Вместимость стадиона составляет 20 100 зрителей. «Штадион ан дер Хафенштрасе» — домашний стадион футбольного клуба «Рот-Вайсс Эссен»
Стадион был официально открыт 12 августа 2012 года матчем между молодежными командами «Рот-Вайс Эссен» и «Боруссия Дортмунд» (3:2).
В ноябре 2021 года клуб приобрел права на название стадиона. В январе 2022 года стадион был переименован в «Штадион ан дер Хафенштрасе».

## Характеристики стадиона
Стадион соответствует требованиям для Бундеслиги, а также рекомендациям Немецкой футбольной ассоциации для Третьей лиги и, например, также для игр сборных U21.
Его используют как для классических игр, так и как место проведения мероприятий и концертов.
Стадион на Хафенштрасе имеет около 9 000 стоячих мест, 11 300 сидячих мест и 136 мест для прессы, 1 061 место для VIP персон, а также 290 мест в ложах и 38 мест для инвалидных колясок, а также места для сопровождающих.
Общая длина стадиона составляет 195 метров, общая ширина трибуны 155 метров, а общая ширина утепленной трибуны 160 метров.